# Ed Warren
Edward Warren Miney (* 7. September 1926 in Bridgeport, Connecticut; † 23. August 2006 in Monroe, Connecticut) war ein US-amerikanischer Dämonologe, der eng mit seiner Frau Lorraine Rita Warren zusammenarbeitete.

## Leben

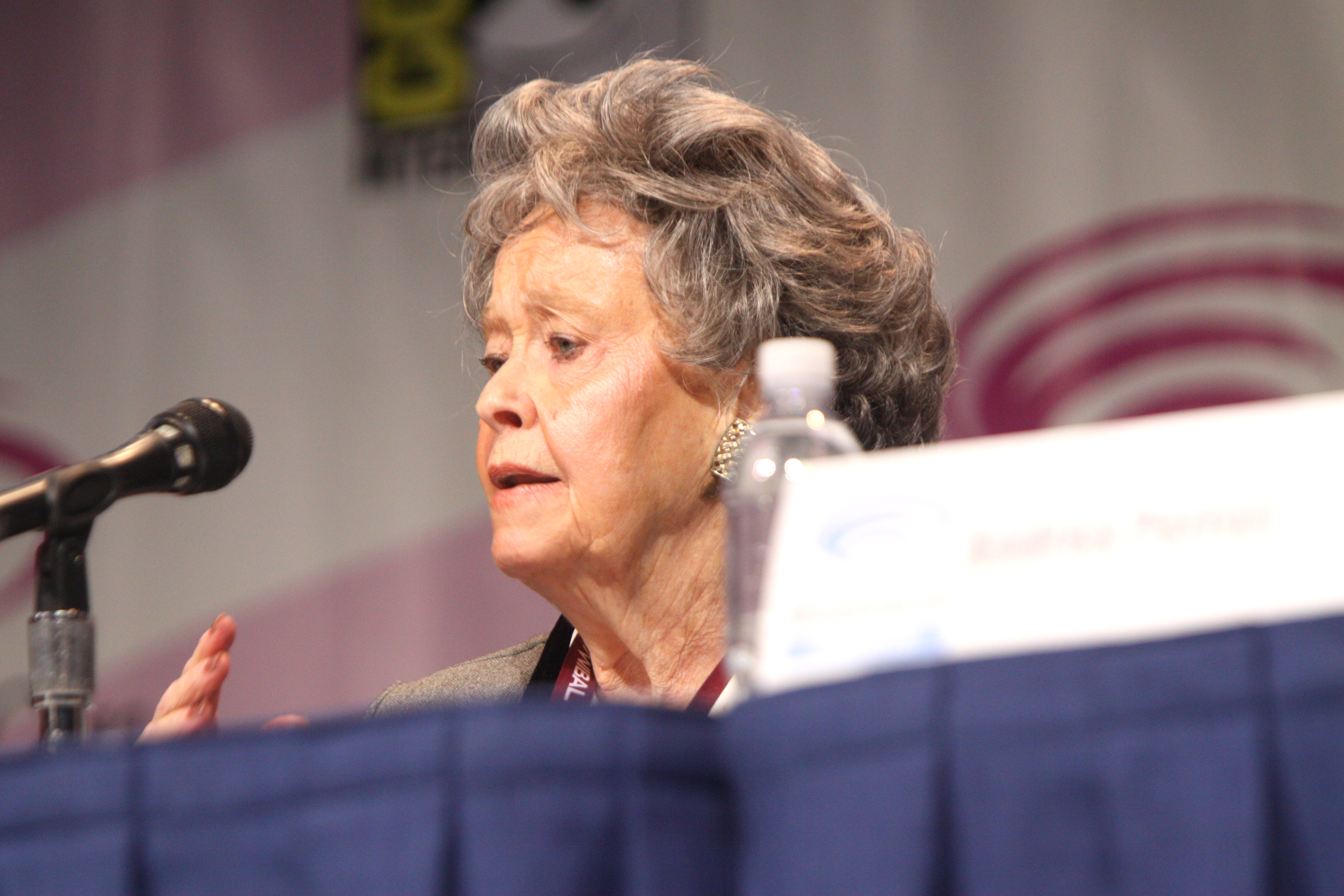
Lorraine Warren (2013)

Ed Warren lebte als Kind zusammen mit seinem Vater in Bridgeport in Connecticut in einem Haus, in dem angeblich unerklärliche Phänomene auftraten. Da sein Vater ihm diese nicht erklären konnte, begann Warren nach eigenen Angaben, sich mit parapsychologischen Phänomenen zu beschäftigen. 1943 ging er zur United States Navy und diente an Bord eines Handelsmarineschiffs im Zweiten Weltkrieg. Nach seinem Kriegsdienst besuchte er eine Kunstschule und malte Seeszenen, Landschaften und sogenannte Geisterhäuser. Er begann gezielt nach „Geisterhäusern“ zu suchen und diese gemeinsam mit seiner Frau Lorraine zu malen. Eines dieser Häuser war das durch seine Untersuchungen später bekannt gewordene Ocean Born Mary House in Henniker, New Hampshire.
Ed Warren und seine Frau waren über drei Jahrzehnte die führenden „Spukforscher“ in den USA und hielten an Hochschulen und Universitäten Vorlesungen zu parapsychologischen Themen, unter anderem auch 1972 an der Militärakademie von West Point.
Ed und Lorraine Warren gründeten 1952 The New England Society for Psychic Research und später ein  Museum über Okkultismus. Sie waren Autoren vieler Bücher und ermittelten im Fall des Amityville Horror House. Während ihrer Karriere untersuchten die Warrens zahlreiche sogenannte Spukhäuser und andere angeblich übernatürliche Erscheinungen.

## Rezeption im Film
1991 verfilmte der Sender FOX Warrens Buch The Haunted unter gleichem Titel (deutscher Titel: Haus der lebenden Toten). Für seine Aussagen in dem Buch The Devil in Connecticut, das 1983 unter dem Titel The Demon Murder Case mit Kevin Bacon verfilmt wurde, wurde Warren von Beteiligten im Jahr 2006 im Zuge einer geplanten Neuauflage des Buches verklagt.
2009 wurde der Film Das Haus der Dämonen (The Haunting in Connecticut) herausgebracht, der auf angeblichen Ereignissen in einem Spukhaus beruht, das Warren in den 1980er Jahren untersuchte. Auch der 2013 erschienene Horrorfilm Conjuring – Die Heimsuchung (The Conjuring) bezieht sich auf das Wirken der Warrens und wurde von James Wan inszeniert. Dort wird er von Patrick Wilson dargestellt und seine Frau durch Vera Farmiga verkörpert. Beim Drehen des Filmes war Lorraine Warren als Beraterin aktiv. Außerdem entstand 2014 ein Prequel zu Conjuring – Die Heimsuchung. Dieses trägt den Namen Annabelle. Wie auch schon Conjuring lehnt sich der Film auf ein von Warren geschildertes Ereignis aus den 1970er Jahren an. 2016 erschien der Film Conjuring 2, die Fortsetzung des ersten Teils, welcher sich ebenfalls an ein solches Ereignis anlehnt und wo die zwei Hauptdarsteller (Patrick Wilson und Vera Farmiga) des ersten Teiles wieder ihre Rollen aufnehmen. Mit Conjuring 3: Im Bann des Teufels wurde 2021 ein weiterer Teil veröffentlicht.

## Bücher
- Ghost Hunters: True Stories from the World’s Most Famous Demonologists. Ed Warren, Lorraine Warren, Robert David Chase, St. Martin’s Press, 1989 (ISBN 978-0-312-03353-8)
- The Haunted: The True Story of One Family’s Nightmare. Robert Curren, Ed Warren, Lorraine Warren, St. Martin’s Press, 1989 (ISBN 0-312-91453-9)
- Werewolf: A Story of Demonic Possession. Ed Warren, Lorraine Warren, Bill Ramsey, William Ramsey, Robert David Chase, St. Martin’s Press, 1991 (ISBN 0-312-06493-4)
- In a Dark Place: The Story of a True Haunting. Ray Garton, Ed Warren, Lorraine Warren, Al Snedecker, Carmen Snedecker, Random House Publishing Group, 1992 (ISBN 0-394-58902-5)
- Graveyard: More Terrifying Than Stephen King – Because It’s True! Ed Warren, Robert David Chase, St. Martin’s Press, 1993 (ISBN 0-312-95113-2)
- Deliver Us From Evil: Taken from the files of Ed and Lorraine Warren. J.F. Sawyer, Ed Warren, Sharon Brogden, Cohen Goldberg and Smith LLC, 2009 (ISBN 0-9819624-2-4)